# Věra Chytilová

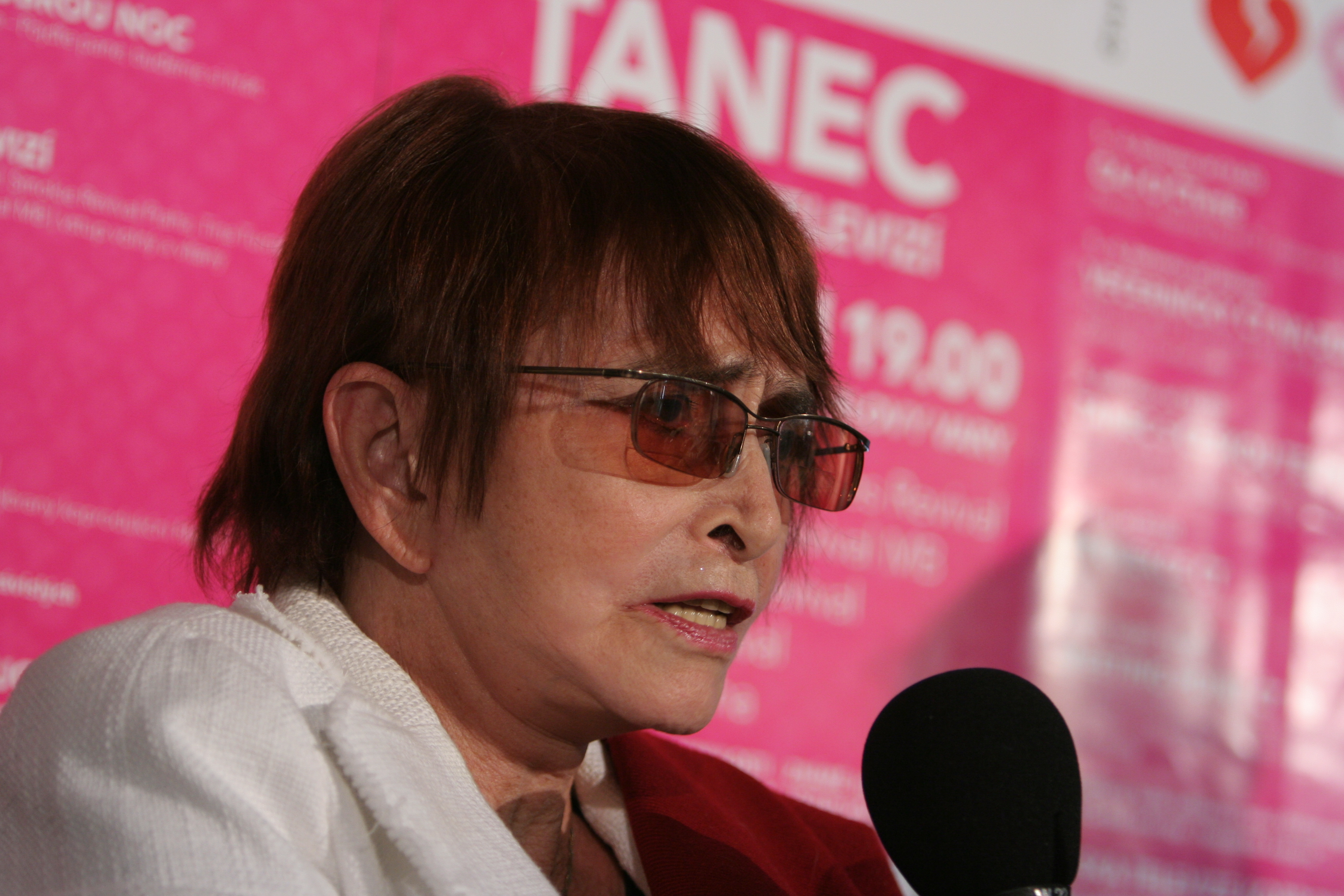
Věra Chytilová (2007)

Věra Chytilová (* 2. Februar 1929 in Ostrava, Tschechoslowakei; † 12. März 2014 in Prag) war eine tschechische Filmregisseurin und Drehbuchautorin. Sie gilt als bedeutende Vertreterin der „Neuen Welle“ des tschechoslowakischen Films in den 1960er Jahren.

## Leben und Karriere
Věra Chytilová begann ein Studium der Philosophie und Architektur in Brünn von 1948 bis 1949. Dieses brach sie jedoch ab und arbeitete anschließend als Zeichnerin, Laborassistentin und Model bevor sie ab 1953 bei den Barrandov-Studios in Prag u. a. als Regieassistentin tätig war. Chytilovás erster Ehemann, der Fotograf Karel Ludwig, machte die zukünftige Regisseurin erstmals mit den Barrandov-Studios bekannt. Das Paar war Anfang der 1950er verheiratet.
Neben der Regieassistenz übernahm Chytilová in den Studios auch Aufgaben als Scriptgirl und zeichnete für die Filmklappe verantwortlich. Schließlich ging sie an die Prager Filmhochschule (FAMU) und studierte dort von 1957 bis 1962 in der Regieklasse von Otakar Vávra. Sie war eine der ersten Frauen, die im Fach Regie dort studierte. An der FAMU lernte sie auch Miloš Forman kennen.
Es entstanden mehrere Studienfilme Dům na Ořechovce (1959), Pan Ká (1960), Zelená ulice (1960) und Žurnál FAMU (1961). Für ihre Diplomarbeit entstand schließlich der Film Strop / Die Decke (1961). Chytilovás Filme behandelten feministische Themen, wobei sie sich westlichen Vorstellungen im Feminismus verweigerte. Mit ihrer Arbeit als Regisseurin Anfang der 1960er Jahre gilt sie als bedeutende Vertreterin der „Neuen Welle“ in der Tschechoslowakei. Besonders ihr Film Tausendschönchen von 1966 gilt als eine der wichtigsten Veröffentlichungen der Filmbewegung. Der Film wurde aufgrund seiner Darstellung von Lebensmittelverschwendung und Hedonismus in der Tschechoslowakei verboten.
Nach der Besetzung der Tschechoslowakei 1968 (und einem praktischen Ende der Tschechoslowakischen Neuen Welle) wurde Chytilová mit einem Arbeitsverbot belegt. Sie drehte in den 60er und 70er Jahren zwar weiterhin als Regisseurin, allerdings im Bereich der Werbung und unter dem Namen ihres zweiten Ehemanns Jaroslav Kučera, dem Kameramann ihres Films Tausendschönchen. Ihr Berufsverbot sollte 1976 mit dem Film Hra o jablko enden.
Sie war 1988 im ersten Präsidium des KIWI – Kino Women International, eine Assoziation osteuropäischer Filmemacherinnen.

## Filmografie (Auswahl)
- 1961: Die Decke (Strop) (Buch, Regie)[3]
- 1962: Ein Sack voller Flöhe (Pytel blech) (Regie)[3]
- 1963: Von etwas anderem (O něčem jiném) (Buch, Regie)
- 1965: Perlen auf dem Meeresgrund (Perličky na dně) (Episode Automat Welt, Regie, Buch)
- 1966: Tausendschönchen (Sedmikrásky) (Regie)
- 1969: Fruit of Paradise (Ovoce stromu rajskych jíme)
- 1976: Ein bisschen schwanger[10]/Spiel um den Apfel[11] (Hra o jablko) (Buch, Regie)
- 1979: Geschichte der Wände (Panelstory) (Regie, Buch)
- 1980: Kalamitäten (Kalamita) (Regie, Buch)
- 1981: Chytilová gegen Forman (Chytilová versus Forman) (Regie)
- 1984: Fauns allzuspäter Nachmittag (Faunovo velmi pozdní odpoledne) (Regie, Drehbuch)
- 1985: Prague (Regie, Drehbuch)
- 1986: Die Wolfsbaude[12] (Vlčí bouda) (Regie, Drehbuch)
- 1988: Einmal hin, einmal her (Kopytem sem, kopytem tam) (Regie)
- 1988: Der Narr und die Königin (Šasek a královna) (Regie, Drehbuch)
- 1993: Das Erbe oder: Fuckoffjungsgutntag (Dědictví aneb kurvahošigutntag) (Regie, Drehbuch)
- 1998: Große Fallen, kleine Fallen (Pasti, pasti, pastičky) (Regie, Drehbuch)
- 2000: Velvet Hangover / Sametová kocovina (als sie selbst, Dokumentarfilm von Robert Buchar)
- 2001: Vyhnáni z ráje (Regie, Drehbuch)
- 2005: Pátrání po Ester (Regie)
- 2006: Hezké chvilky bez záruky (Regie, Drehbuch)

## Auszeichnungen (Auswahl)
- 1963 Großer Preis bei der Internationalen Filmwoche Mannheim
- 1967 Großer Preis beim Bergamo Film Festival
- 1970 Nominierung für die Goldene Palme beim Filmfestival in Cannes
- 1977 „Silver Hugo“ beim Chicago International Film Festival für „The Apple Game“
- 1987 Nominierung für den Goldenen Bären bei den Berliner Filmfestspielen
- 1998 Filmfestspiele von Venedig; Elvira Notari Preis für „Pasti, Pasti, Pasticky“
- 1998 Verdienstmedaille
- 2001 Tschechischer Kritikerpreis